# Petit-Verly
Pour les articles homonymes, voir Verly (homonymie).
Petit-Verly est une commune française située dans le département de l'Aisne, en région Hauts-de-France.

## Géographie

### Hydrographie
La commune est traversée par la ligne de partage des eaux entre les bassins hydrographiques Artois-Picardie et Seine-Normandie. Elle n'est drainée par aucun cours d'eau.

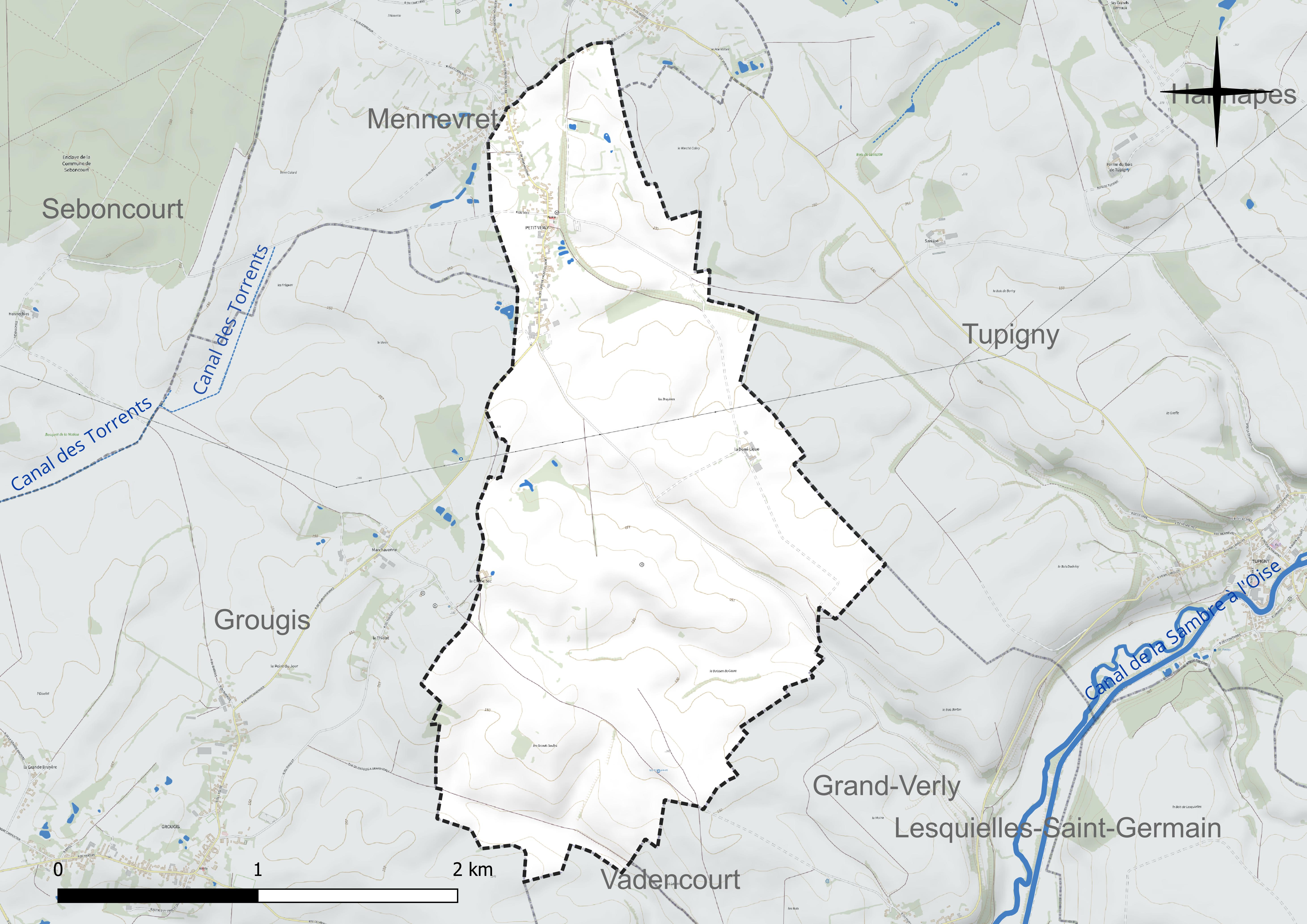
Réseau hydrographique de Petit-Verly.

### Climat
Pour des articles plus généraux, voir Climat des Hauts-de-France et Climat de l'Aisne.
En 2010, le climat de la commune est de type climat des marges montargnardes, selon une étude du CNRS s'appuyant sur une série de données couvrant la période 1971-2000. En 2020, Météo-France publie une typologie des climats de la France métropolitaine dans laquelle la commune est exposée à un climat océanique altéré et est dans la région climatique Nord-est du bassin Parisien, caractérisée par un ensoleillement médiocre, une pluviométrie moyenne régulièrement répartie au cours de l'année et un hiver froid (3 °C).
Pour la période 1971-2000, la température annuelle moyenne est de 9,9 °C, avec une amplitude thermique annuelle de 14,7 °C. Le cumul annuel moyen de précipitations est de 809 mm, avec 12,4 jours de précipitations en janvier et 9,6 jours en juillet. Pour la période 1991-2020, la température moyenne annuelle observée sur la station météorologique la plus proche, située sur la commune de Fontaine-lès-Vervins à 28 km à vol d'oiseau, est de 10,5 °C et le cumul annuel moyen de précipitations est de 826,3 mm,. Pour l'avenir, les paramètres climatiques de la commune estimés pour 2050 selon différents scénarios d'émission de gaz à effet de serre sont consultables sur un site dédié publié par Météo-France en novembre 2022.

## Urbanisme

### Typologie
Au 1er janvier 2024, Petit-Verly est catégorisée commune rurale à habitat dispersé, selon la nouvelle grille communale de densité à 7 niveaux définie par l'Insee en 2022.
Elle est située hors unité urbaine et hors attraction des villes,.

### Occupation des sols
L'occupation des sols de la commune, telle qu'elle ressort de la base de données européenne d'occupation biophysique des sols Corine Land Cover (CLC), est marquée par l'importance des territoires agricoles (96,9 % en 2018), une proportion identique à celle de 1990 (96,9 %). La répartition détaillée en 2018 est la suivante : 
terres arables (93,5 %), prairies (3,4 %), zones urbanisées (3,1 %).
L'évolution de l'occupation des sols de la commune et de ses infrastructures peut être observée sur les différentes représentations cartographiques du territoire : la carte de Cassini (XVIIIe siècle), la carte d'état-major (1820-1866) et les cartes ou photos aériennes de l'IGN pour la période actuelle (1950 à aujourd'hui).

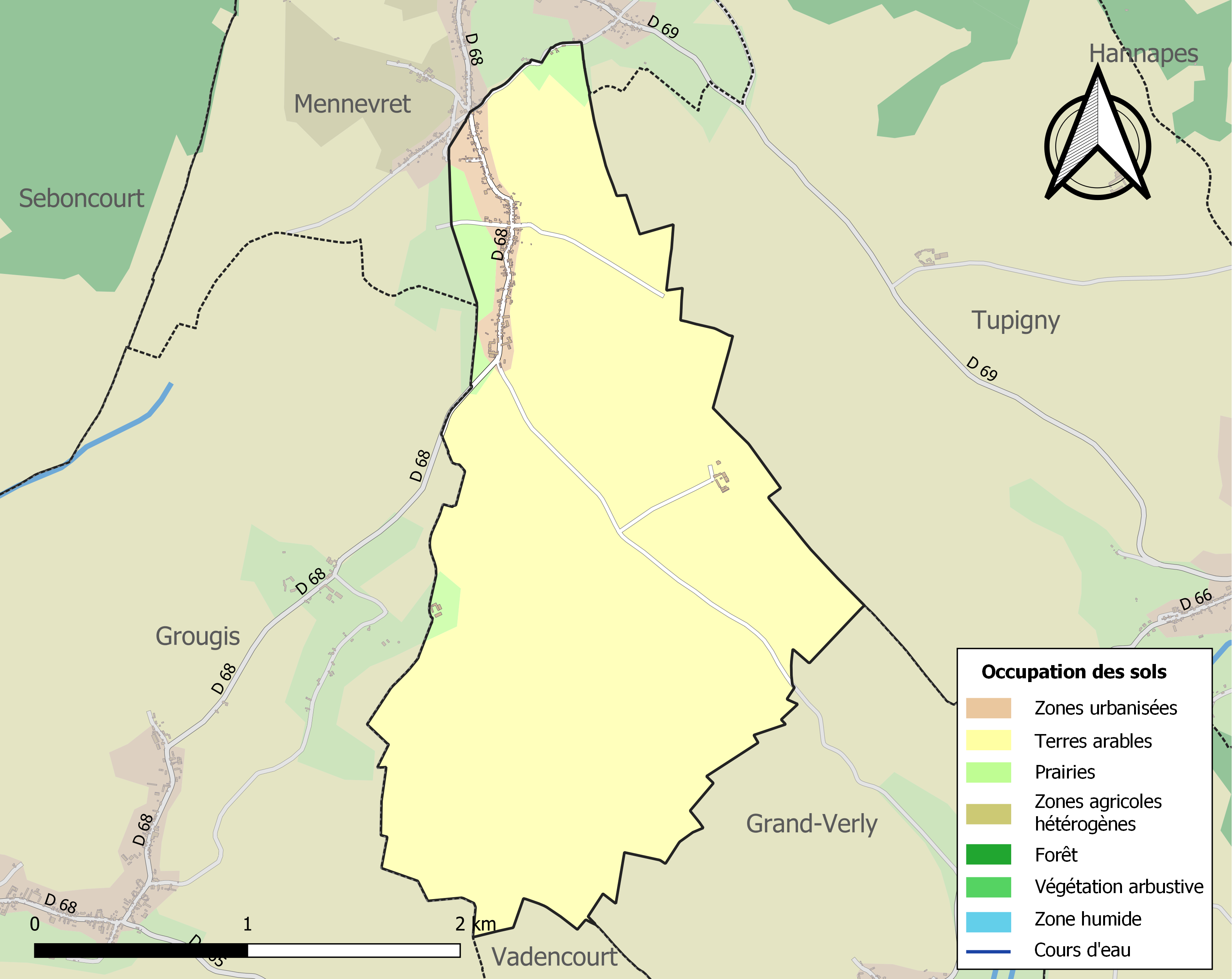
Carte de l'occupation des sols de la commune en 2018 (CLC).

## Toponymie
Le 6 janvier 1896 une loi divisant Verly en deux entités : Verly-Grand, renommée Grand-Verly et Verly-Petit renommée Petit-Verly en 1943.

Petit-Verly est un ancien hameau de la commune de Verly.

## Histoire
En février 1915, en pleine occupation allemande, le Petit-Verly est le théâtre d'une dénonciation anonyme qui conduira à l'arrestation et à la condamnation de plusieurs civils, anciens soldats cachés par la population.

## Politique et administration

### Découpage territorial
La commune de Petit-Verly est membre de la communauté de communes Thiérache Sambre et Oise, un établissement public de coopération intercommunale (EPCI) à fiscalité propre créé le 1er janvier 2017 dont le siège est à Guise. Ce dernier est par ailleurs membre d'autres groupements intercommunaux.
Sur le plan administratif, elle est rattachée à l'arrondissement de Vervins, au département de l'Aisne et à la région Hauts-de-France. Sur le plan électoral, elle dépend du  canton de Guise pour l'élection des conseillers départementaux, depuis le redécoupage cantonal de 2014 entré en vigueur en 2015, et de la troisième circonscription de l'Aisne  pour les élections législatives, depuis le dernier découpage électoral de 2010.

### Administration municipale

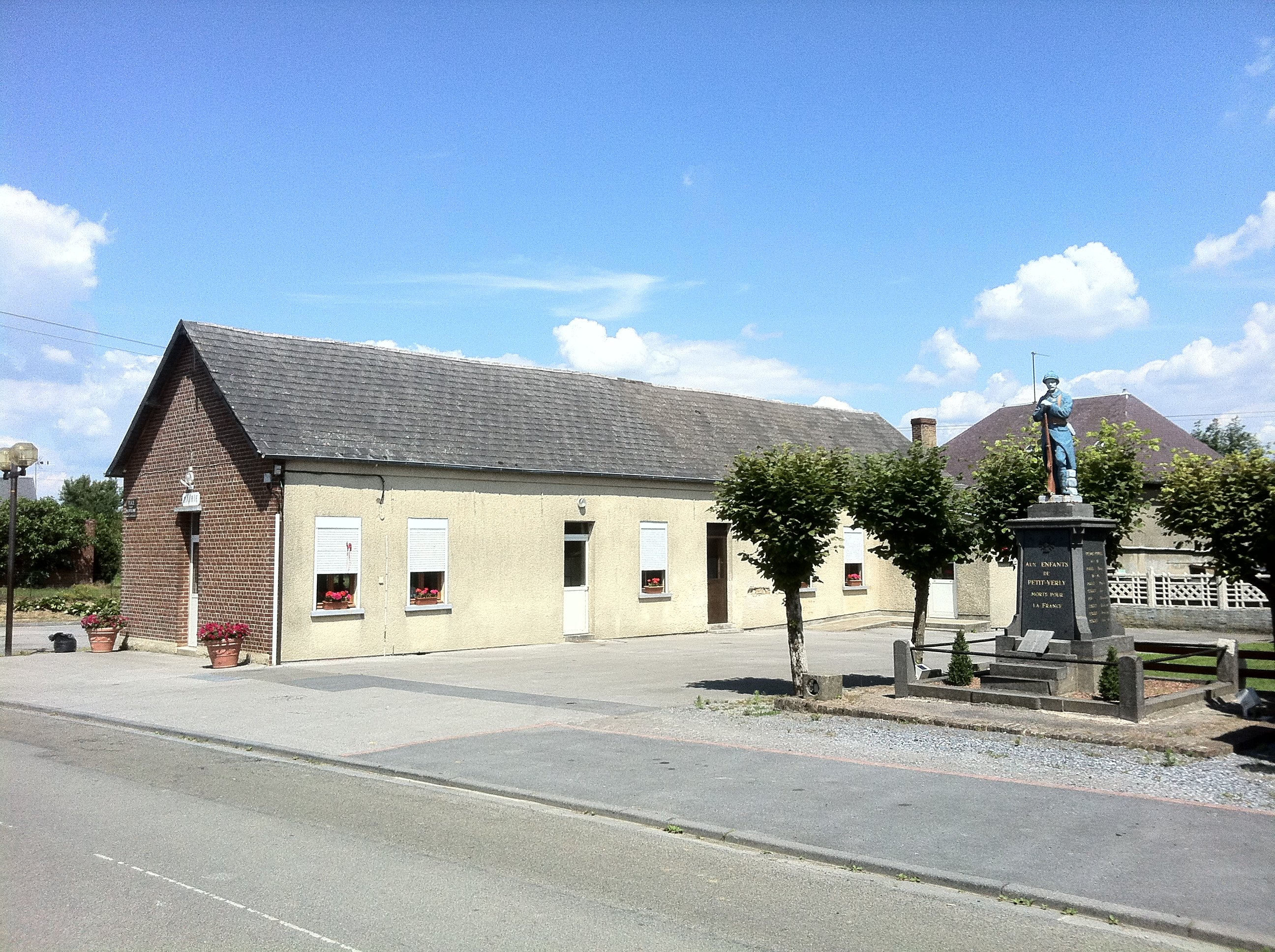
Mairie de Petit-Verly.

| Période                                  | Période                       | Identité            | Étiquette | Qualité                        |
| ---------------------------------------- | ----------------------------- | ------------------- | --------- | ------------------------------ |
| Les données manquantes sont à compléter. |                               |                     |           |                                |
| 1896                                     | ?                             | Prudent Sérusier    |           | Premier maire de Petit-Verly   |
| Les données manquantes sont à compléter. |                               |                     |           |                                |
| avant 1988                               | ?                             | Maurice Richet      |           |                                |
| mars 2001                                | avril 2014                    | Jean-Claude Pagniez | DVG       |                                |
| avril 2014                               | En cours (au 14 juillet 2020) | Pascal Druaux       | SE        | Réélu pour le mandat 2020-2026 |

## Démographie
L'évolution du nombre d'habitants est connue à travers les recensements de la population effectués dans la commune depuis 1896. Pour les communes de moins de 10 000 habitants, une enquête de recensement portant sur toute la population est réalisée tous les cinq ans, les populations de référence des années intermédiaires étant quant à elles estimées par interpolation ou extrapolation. Pour la commune, le premier recensement exhaustif entrant dans le cadre du nouveau dispositif a été réalisé en 2006.

En 2022, la commune comptait 156 habitants, en évolution de +0,65 % par rapport à 2016 (Aisne : −1,97 %, France hors Mayotte : +2,11 %).
| 1896 | 1901 | 1906 | 1911 | 1921 | 1926 | 1931 | 1936 | 1946 |
| ---- | ---- | ---- | ---- | ---- | ---- | ---- | ---- | ---- |
| 432  | 449  | 422  | 417  | 300  | 288  | 242  | 240  | 188  |

| 1954 | 1962 | 1968 | 1975 | 1982 | 1990 | 1999 | 2006 | 2011 |
| ---- | ---- | ---- | ---- | ---- | ---- | ---- | ---- | ---- |
| 188  | 196  | 199  | 166  | 153  | 150  | 176  | 195  | 182  |

| 2016 | 2021 | 2022 | - | - | - | - | - | - |
| ---- | ---- | ---- | - | - | - | - | - | - |
| 155  | 150  | 156  | - | - | - | - | - | - |

## Culture locale et patrimoine

### Héraldique
| Blason de Petit-Verly | Blason  | D'azur au chevron d'or versé et failli à senestre surmonté d'un agneau pascal couché et contourné d'argent, tenant un guidon croiseté d'or à la bannière d'argent chargée d'une croisette de gueules ; au chef d'argent chargé de trois lionceaux de gueules.             |
| Blason de Petit-Verly | Détails | L'agneau pascal évoque saint Jean-Baptiste, patron de la paroisse, les trois lionceaux viennent du blason de la Picardie et le chevron versé et failli rappelle l'initiale du nom de la commune et sa séparation de la commune de Grand-Verly, le 6 janvier 1896. Adopté. |